# Schoonse Oorlog
De Schoonse Oorlog of Schonense Oorlog (Deens: Skånske Krig, Duits: Schonischer Krieg, Zweeds: Skånska kriget) was een oorlog tussen een coalitie van Denemarken en Brandenburg tegen Zweden van 1674 tot 1679.
Na de vele oorlogen in de zeventiende eeuw zat Zweden in financiële moeilijkheden. In 1668 sloot het zich aan bij de Triple Alliantie, samen met Engeland en de Republiek der Zeven Verenigde Nederlanden. In ruil voor financiële steun bood Frankrijk een tegenalliantie aan en zo raakte Zweden verzeild in de Hollandse Oorlog. De Republiek der Zeven Verenigde Nederlanden op zijn beurt zocht steun bij Denemarken-Noorwegen, de aartsrivaal van Zweden. Na wat aarzeling startte Christiaan V van Denemarken in 1675 een invasie van Blekinge, Halland en Schonen, terwijl Zweden in een oorlog tegen Brandenburg verzeild geraakte. De invasie van Blekinge, Halland en Schonen ging gepaard met een gelijktijdig Noors front genaamd de Gyldenløveoorlog, waarbij Zweden werd gedwongen een oorlog te voeren op twee fronten om de Zweedse invasie binnen het Heilige Roomse Rijk te bemoeilijken.
Het doel van de Denen was het terugwinnen van gebieden Blekinge, Halland en Schonen die in het Verdrag van Roskilde na de Deens-Zweedse Oorlog (1657-1658) aan Zweden waren toegewezen. Alhoewel het Deense offensief aanvankelijk een groot succes was, maakten de Zweedse tegenaanvallen onder het bevel van de 19-jarige Karel XI van Zweden het meeste van de Deense aanwinst ongedaan. Uiteindelijk lukte het de Fransen om vrede te brengen met het Verdrag van Fontainebleau. Het werd op 23 augustus 1679 getekend. Er stond in dat al het grondgebied dat de Zweden gedurende de oorlog hadden verloren, moest worden teruggegeven.

## Aanvankelijke Deense successen
Toen de Republiek der Zeven Verenigde Nederlanden Denemarken-Noorwegen om hulp vroeg in de oorlog tegen Frankrijk en zijn bondgenoten, was Christiaan V bereid Nederland te steunen en Zweden zo snel mogelijk de oorlog te verklaren, maar er heerste nog twijfel. De persoonlijk adviseur van de Deense koning, Peder Griffenfeld, adviseerde geen oorlog aan te gaan maar juist een pro-Franse koers te varen. Toen de Zweden echter op 28 juni 1675 de Slag bij Fehrbellin tegen Brandenburg verloren, zag Denemarken zijn kans en viel aan.
De oorlog begon op 29 juni 1676 met de Deense invasie van de stad Helsingborg. Christiaan V bracht 15.000 man tegen een verdedigend leger van 5000 Zweden, die allemaal over de provincie waren verspreid. Aanvankelijk was de operatie een groot succes. Grote groepen lokale boeren kozen de kant van de Denen en het kleine Zweedse leger was in slechte staat. Stad na stad viel in handen van de Denen en de Zweden moesten zich naar het noorden terugtrekken. In een maand tijd hadden de Denen alles veroverd behalve de versterkte stad Malmö, die in Zweedse handen bleef.
De oorlog werd ook op zee uitgevochten. Op 1 juni 1676 verpletterden de Nederlandse en Deense vloot onder commando van opperbevelhebber Cornelis Tromp in de Zeeslag bij Öland de Zweedse vloot, waarbij een van de grootste schepen uit die tijd, de Zweedse Kronan ("De Kroon") tot zinken werd gebracht. Met deze overwinning kregen de Denen totale controle over de Oostzee. Deze controle werd een jaar later nog eens bevestigd, toen de Deense vloot onder leiding van Niels Juel de Zweden opnieuw wist te verslaan in de Slag in de Baai van Køge (1677) vlak bij Kopenhagen. De Zweden verloren 3000 man tijdens deze slag, terwijl Denemarken slechts 375 slachtoffers had. De Deense en Nederlandse successen op zee hinderden de Zweden om troepen tussen Zweden en Noord-Duitsland te verplaatsen.

## Gyldenløveoorlog
De Deense invasie werkte stimulerend, waardoor ook vanuit Noorwegen een aanval op Zweden werd uitgevoerd. De Zweden werden gedwongen een oorlog op twee fronten te gaan voeren. Deze noordelijke invasie/oorlog werd vernoemd naar generaal Ulrik Frederik Gyldenløve, die ook het Noorse offensief leidde.
De strijd langs de Zweeds-Noorse grens leidde aanvankelijk tot een impasse omdat bergpassen streng werden bewaakt. Hoewel een groot contingent van 4000 Noren bij Fredrikshald werd geconcentreerd onder het commando van Generaal Rusenstein, was het bijna onmogelijk om door te breken. De Zweedse generaal Ascheberg stelde zich met 2000 man in Svarteborg op.
In het begin van augustus werd een Deense expeditie naar het noorden gezonden om de stad Halmstad in te nemen en daarna door te stoten langs de westkust van Zweden om contact te zoeken met Generaal Gyldenløve. Karel XI ging zo snel mogelijk met zijn leger naar de westkust van zijn land en versloeg de Denen daar tijdens de Slag bij Fyllebro. Daarna trokken de Zweden zich terug naar het noorden om meer troepen te verzamelen. Christiaan V bracht zijn leger naar Halmstad en belegerde de stad voor een paar weken, maar gaf het op en keerde terug naar Skåne.
Ondanks het verlies van de Slag bij Fyllebro, de succesvolle invasie van Blekinge, Halland en Skåne, leken de Noorse troepen makkelijker Bohuslän in te nemen. Gedurende de winter van 1677 was het Noorse leger tot zo'n 17.000 man gegroeid, waardoor men met de belegering door kon gaan. Gyldenløve nam in juli het fort bij Marstrand in en werkte samen met generaal Løvenhjelm. De Zweden zetten een tegenaanval in onder het bevel van Generaal Magnus Gabriel De la Gardie, waarbij een leger van 8000 man werd uitgestuurd om de Noorse troepen te verdrijven. Dit leger werden door de Noren verslagen, die verder oprukten in Bohuslän. Nadat dit ook gelukt was heroverden de Noren ook nog eens Jämtland.

## Zweedse tegenaanval
Op 24 oktober 1676 viel koning Karel XI opnieuw Blekinge, Halland en Schonen binnen met een leger van 12.000 man, waarmee hij de Denen in de verdediging dwong. Na een aantal schermutselingen werd het Deense leger verslagen in de Slag bij Lund. Ondanks de pogingen van Generaal Gyldenløve in het noorden, bracht het Zweedse offensief van de populaire Karel XI het er veel beter van af. De mislukte poging om Malmö in te nemen en het verlies van de Slag bij Landskrona lieten zien dat het Deense front had gefaald. Christiaan V besloot in september 1678 om zijn leger te evacueren.
Uiteindelijk lukte het de Fransen om vrede te brengen door middel van een edict, dat bekendstaat als het Verdrag van Fontainebleau. Het werd op 23 augustus 1679 getekend. Er stond in dat al het grondgebied dat de Zweden gedurende de oorlog hadden verloren, moest worden teruggegeven. Dit hield dus in dat het Verdrag van Roskilde in gebruik bleef. Het werd opnieuw bevestigd in het Vrede van Lund dat door Denemarken-Noorwegen en Zweden zelf werd ondertekend.